# Luke Wilkshire
Luke Wilkshire (Wollongong, 2 ottobre 1981) è un allenatore di calcio ed ex calciatore australiano, di ruolo centrocampista, assistente tecnico della nazionale under-20 australiana.

## Caratteristiche tecniche
Gioca principalmente come centrocampista, ma all'occorrenza viene schierato anche nel ruolo di terzino destro.

## Palmarès

### Competizioni nazionali
- Coppa di Lega inglese: 1

Middlesbrough: 2003-04
- FFA Cup: 1

Sydney FC: 2017
- Premier's Plate: 1

Sydney FC: 2017-2018